# 広島平和記念公園
広島平和記念公園（ひろしまへいわきねんこうえん、英語: Hiroshima Peace Memorial Park）は、広島県広島市中区の中島町と大手町に跨る市民公園。平和記念公園（英: Peace Memorial Park）もしくは単に平和公園（英: Peace Park）とも呼ばれる。

## 概要

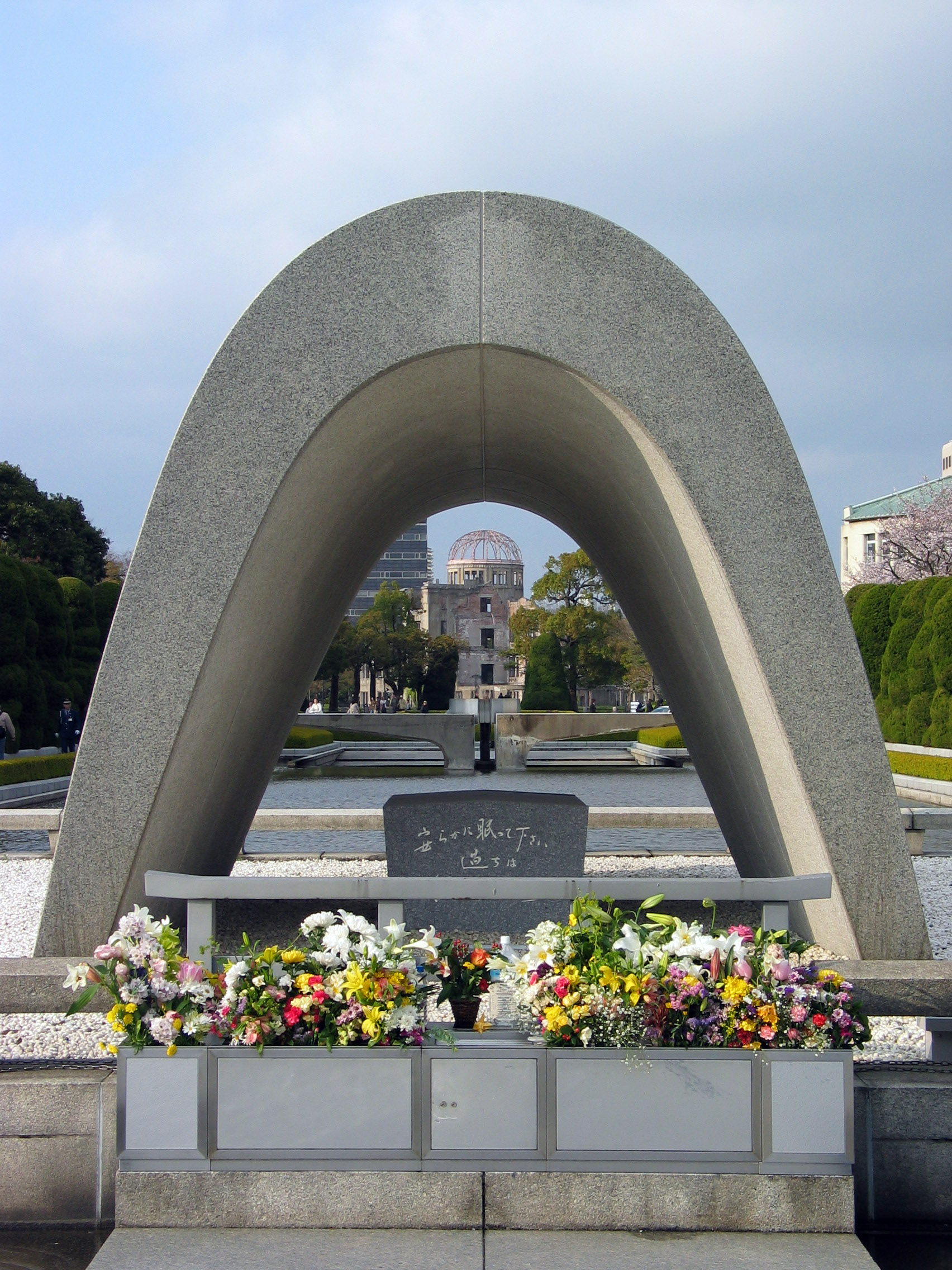
慰霊碑より原爆ドームを臨む。

1945年8月6日、アメリカ軍が広島市に原子爆弾を投下。
1949年の11月1日には国会で可決された特別立法「広島平和記念都市建設法」が制定された。世界に向けて人類の平和を願い訴えることとと、過去の過ちを繰り返さないこととを目的に、同年、広島平和記念都市建設法を受けた国家の記念碑的コンペティション「広島市平和記念公園及び記念館競技設計」を広島市主催で実施。約140件の応募案のなかから1等に岸田日出刀審査員が推す丹下健三以下3名（浅田孝・大谷幸夫・木村徳國）の案が選ばれた。
丹下らの1等案は、市の中央を東西に走る予定の100メートル道路に垂直に交わるかたちで、記念館、広場、慰霊碑、原爆ドームを一本の軸線で結ぶというデザイン案が評価された。丹下は、日本の古社寺の伝統に由来する「個個の建築よりも、その配置がつくりだす環境の秩序」を重視したという。
2等、3等他の案は道路の存在意識や川を挟んだ敷地の先に臨む原爆ドームを視野に入れるなどはせず、このため建築のスケールを広範な都市計画の視点から点から捉え返そうとする点で丹下らの案の特異性が浮かび上がった。また公園計画案での道路割がつづみ形（鼓型）のデザインを呈しているが、丹下はこのつづみ形を、戦時中実施され丹下も参加したアンビルド・プロジェクトのコンペティション「大東亜建設記念造営計画」でも使って割とうまくいくことを掴んでいたことで採用している。このつづみ形のアイデアは丹下が広島高校時代に出会ったル・コルビュジエの「ソビエトパレス」建築コンペティション応募作品にあった。
そのうち、広島平和記念資料館や原爆死没者慰霊碑の設計や、原爆ドーム・原爆死没者慰霊碑・資料館を結ぶ南北軸、資料館を中心とする3棟の建物による東西軸は実現した。当初は現在の広島市中央公園や基町中層アパート群・市営基町高層アパートの周辺も、平和公園として構想されていた が実現しなかった。また、平和大通りについても構想に含まれていた。
丹下らのこの公園計画案は批判の声も多く、特に天皇制及び大東亜共栄圏のイデオロギーを帯びた体制を支持する「大東亜建設記念造営計画コンペ」で名を馳せたため、丹下の転向が指摘されるが、この公園案の場合は戦後民主主義の反戦思想へ転換したといえど、都市や国土計画への志向が、戦前の上記コンペから戦後を通して一貫して連続しているとされる。他方、この計画案がもつ都市性については国内ではむしろ逸脱として批判にさらされている。しかしその後広島平和記念公園は、戦後の日本がどのような方向に向かうのか、世界に向けてアピールした記念碑的なものとなった。
「広島平和都市建設構想案」が掲載された『国際建築』(1950年10月号)は英文併記で、このため海外でも注目され、とりわけアメリカの建築家の注目を集めた。丹下はこれをきっかけとして1951年に「都市のコア」をテーマとした近代建築国際会議(CIAM)の第8回会議で広島平和記念公園（広島計画）の発表招聘を受け、会議に出席。コルビュジエやヴァルター・グロピウスら国際的建築家と相対することになる。
東西両端を南流する元安川と本川に架かる橋については、元安橋（元安川）と本川橋（本川）は歴史ある西国街道の橋でもあるため保存され、新橋（元安川）と新大橋（本川）は平和大通りの橋として平和大橋（元安川）と西平和大橋（本川）に架け替えられることとなった。元安橋は爆心地に最も近い橋だったにもかかわらず落橋を免れ、本川橋も橋脚は無事だった。両橋の位置が変更されなかったこともあって、西国街道は当時の中島本町地内で鉤の手に屈曲していた箇所が緩やかなS字カーブに改められた程度で、おおむね旧来のルートを踏襲している。平和大橋と西平和大橋はアメリカ人彫刻家であるイサム・ノグチの設計による。公園の建設にあたっては、敷地内の多くのバラックを撤去することとなった。
1951年8月6日に現在の区域を平和記念施設とすることを決定し、1954年4月1日に完成した。
渡辺忠雄が呼びかけて集められた、平和大通り植樹のための樹木は、平和公園にも植えられている。
毎年8月6日には平和記念式典が開催され原爆が投下された午前8時15分には黙祷が捧げられる。式典では、市内中学校、高校の吹奏楽部による「ひろしま平和の歌」の伴奏、広島市の合唱団等による合唱が行われる。
平和記念公園は被爆前も公園だったと誤った認識があるが、被爆前は中島地区と呼ばれ幕末から明治・大正にかけて市内有数の繁華街として栄えた歴史のある街であった（中島町を参照）。
公園の北側の原爆ドームがあるあたりは、相生通りを挟んで広島市中央公園（旧広島市民球場跡地周辺）と隣接している。

## 沿革

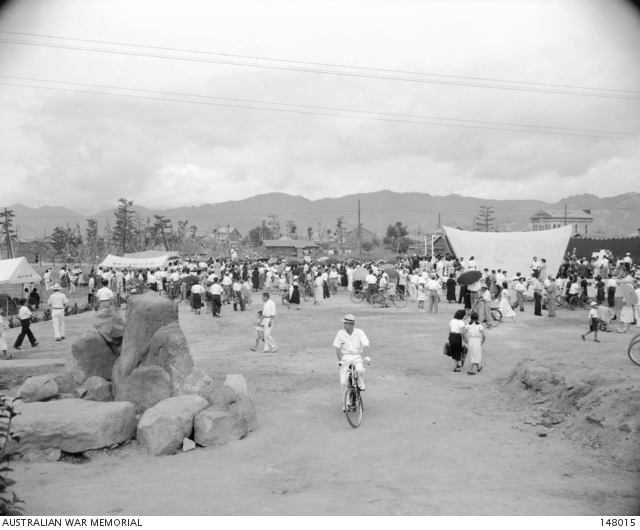
1952年造成中の平和公園で行われた平和記念式典。この年は原爆死没者慰霊碑の除幕式が行われた。

- 1946年11月1日 「中島公園」（10.72ha）として、原爆ドームを除く地域が都市計画公園として、戦告237号で指定[13]。
- 1949年8月6日 「広島平和記念都市建設法」が制定される。
- 1951年8月6日 現在の区域を公園とすることが決定する[9]。
- 1954年4月1日 広島平和記念公園完成。
- 1996年12月5日 原爆ドームが世界遺産に登録。これにともない、平和公園はバッファーゾーン(緩衝地域)に指定される。
- 1999年 広島平和記念資料館と合わせて、日本の近代建築20選（DOCOMOMO JAPAN選定 日本におけるモダン・ムーブメントの建築）に選定。
- 2002年8月1日 新たに国立広島原爆死没者追悼平和祈念館が建設される。
- 2006年7月5日 広島平和記念資料館が、同じく広島の世界平和記念聖堂とともに、戦後の建物としては初めて国の重要文化財に指定。
- 2007年2月6日 平和公園の中央部分が国の名勝に指定される。戦後完成した公園・庭園として初の例。
- 2008年3月28日 名勝の指定部分が公園全体に拡大される。

## 園内・周辺の施設
平和記念資料館の公式サイトによれば、平和公園及びその周辺の緑地帯には、50を越える原爆関係の記念碑・記念建造物がある。建物以外の多くは原爆犠牲者の慰霊碑や平和を願う記念碑である。その中には、現在公園となっている地区とその周辺の住民、建物疎開に動員されていた学校・義勇隊、この付近に所在していた会社・団体・公共機関によるものが多く含まれている。

### 建物
- 原爆ドーム
- 国立広島原爆死没者追悼平和祈念館
- 広島国際会議場
- 広島平和記念資料館（重要文化財）
- レストハウス

### 慰霊碑・記念碑等

#### 原爆犠牲者全般の慰霊碑・慰霊施設
地区・学籍・職域を問わないものに限定した。
- 原爆死没者慰霊碑
- 原爆供養塔
- 原爆の子の像 - 戦後に原爆症を発症して死去した佐々木禎子を始めとする、原爆の犠牲となった子どもの慰霊碑。
- 原爆犠牲ヒロシマの碑
- 韓国人原爆犠牲者慰霊碑 - 数万人とされる朝鮮人・韓国人被爆者の慰霊碑。

#### 地区住民関係の慰霊碑
被爆まで現在の公園地域内に居住していたため多くの犠牲を出した各町（戦後この地区が「中島町」としてまとめられる以前の旧町名）の住民により建立されたもの。
- 平和乃観音像（中島本町町民慰霊碑）
- 旧天神町北組慰霊碑
- 材木町跡碑
- 旧天神町南組慰霊碑 - 公園外の緑地帯に設置。

#### 学校・義勇隊関係の慰霊碑

動員学徒慰霊塔

被爆当日、現在の公園地区及びその近辺では、市内の中等学校の生徒や近隣町村の「義勇隊」が動員されて建物疎開作業を行っていたため、多大な犠牲を出した。
- 動員学徒慰霊塔
- 被爆動員学徒慰霊慈母観音像
- 原爆犠牲国民学校教師と子どもの碑
- 広島二中原爆慰霊碑
- 広島市商・造船工業学校慰霊碑
- 広島市立高女原爆慰霊碑 - 公園外の旧校地内に設置。
- 義勇隊の碑（安佐郡川内村温井地区から動員された義勇隊員の慰霊碑）

#### 会社・団体・公共機関関係の慰霊碑
- 友愛碑（日本損害保険協会加盟会社の慰霊碑）
- 全損保の碑（全日本損害保険労働組合による保険会社社員の慰霊碑）
- 中国・四国土木出張所職員殉職碑（内務省（現・国土交通省）職員殉職碑） - 被爆当時、広島県産業奨励館内に事務所が置かれていた。
- 広島県地方木材統制株式会社慰霊碑 - 同上。
- 広島郵便局職員殉職碑 - 公園外の旧跡地に設置。
- 原爆犠牲建設労働者・職人之碑
- 広島瓦斯株式会社原爆犠牲者追憶之碑 - 公園外の旧本社跡地に設置。
- 石炭関係原爆殉難者慰霊碑（石炭統制関係会社職員の慰霊碑）- 公園外の会社跡地に設置。
- 広島県農業会原爆物故者慰霊碑 - 公園外の旧広島支所跡地に設置。

#### 個人に関わる記念碑・慰霊碑
- 峠三吉詩碑　(除幕式1963年8月6日)

広島で被爆しその経験をテーマとする作品を残した文学者の追悼碑。
- 鈴木三重吉文学碑　(除幕式1964年6月27日)
- 原民喜詩碑　(除幕式1951年11月15日)

佐藤春夫起草の碑文を刻んだ詩碑の裏面の銅板が盗まれ、民喜自筆による『碑銘』を刻んだ表面の陶板（陶芸家加藤唐九郞制作）も、心無い人達の投石などに因り傷んだため、1967年7月29日に当初の設置場所の広島城址から広島平和記念公園内へ再建移設。その後、一帯の歩道工事に伴い、2005年5月21日に現在地へ再移設された（広島城址に設置されていた原民喜旧詩碑は広島県立図書館にて常設展示）。
- マルセル・ジュノー博士記念碑　(除幕式1979年9月8日)
- ローマ教皇平和アピール碑　(除幕式1983年2月25日)
- ノーマン・カズンズ氏記念碑　(除幕式2003年8月2日)
- バーバラ・レイノルズ氏記念碑　(除幕式2011年6月12日)
- マハトマ・ガンジー像　(除幕式2023年5月20日)

#### その他記念碑等
- 嵐の中の母子像 - 広島市婦人会連合会による反核の祈念碑[14]。

### 鐘・木・時計等
- 地球平和監視時計
- 朝鮮民主主義人民共和国帰国記念時計
- 被爆アオギリ
- 平和の石燈
- 平和の鐘
- 平和の時計塔
- 平和の灯

## 園内の環境と景観
公園は旧太田川（本川）が元安川と分岐する三角州の最上流部に位置する。2007年（平成19年）2月には戦後に整備された公園としては初めて国の名勝に指定された。
平和大通りから平和記念資料館のピロティ、さらに原爆死没者慰霊碑のアーチから原爆ドームへと中軸線上の通視をとる構成となっており、名勝指定では「丹下氏の優れた空間意匠及び構成が読み取れる」と評価されている。平和記念公園周辺地区においては、景観法に基づく届出等に係る事前協議に関する取扱要綱が定められており、建築物等の高さの基準が設けられている。
1992年（平成4年）には公園内に2,000羽ものハトが繁殖してふん害などが問題となっていたが、広島市によるエサやりの自粛などの対策が功を奏し1998年（平成10年）には254羽まで減少した。
なお、2008年9月から2012年7月31日まで公園において広島市公衆無線LANが利用可能だった。
2020年東京オリンピックの聖火リレーではセレブレーション会場となった、聖火ランナーは公募により1万人程度が選ばれた、聖火リレーについて、組織委員会はスポンサー企業4社と各都道府県実行委員会が行ったランナー公募に延べ53万5717件の応募があったと発表した。

## 平和公園で起こった事件
- 1971年8月6日、佐藤栄作が首相として初めて平和祈念式典に参加したことに合わせて新左翼系の学生が広島に集結、公園を出発地としたデモを行った。同日夕方から夜にかけてデモから戻った学生らが再び公園に集結、機動隊に投石を始めると見物の群衆も加わり約3000人規模の騒乱状態となった[20]。
- 1989年7月、公園内にある「全損保労働組合被爆20周年記念碑」が台座から持ち去られ、広島刑務所脇に放置された。碑文の『なぜ あの日はあった なぜ いまもつづく』を天皇制と資本主義に対する批判であるとして大日本愛国党広島支部長（49）が小型トラックに積み込み動かしたもの。
- 2001年12月、原爆死没者慰霊碑に落書き、さらに赤ペンキが掛けられる。
- 2002年3月、原爆慰霊碑に再びペンキが掛けられているのが見つかる。
- 2003年8月、関西学院大学4年の男が公園内の折り鶴に放火。飾られていたうちの14万羽が焼失。（折り鶴放火事件を参照）
- 2003年10月、原爆慰霊碑の表面に、油のような物で手形が入れられているのが見つかる。
- 2005年7月27日、原爆慰霊碑破損事件。原爆死没者慰霊碑に刻まれた碑文『安らかに眠って下さい 過ちは 繰返しませぬから』の『過ち』の部分を、右翼の男が削ろうとして傷つける。この『過ち』に、原爆を投下した当のアメリカへの抗議と批判が込められていないと解釈され、男はそれに反発したと主張した。10月26日に懲役2年8ヶ月（求刑懲役3年）の実刑判決。
- 2006年1月11日午前7時50分頃、平和の灯と平和記念像の台座、トイレに落書き。トイレの壁には更に、昭和天皇の田植えを撮った写真が貼られていた。
- 2007年9月24日午後11時頃、平和記念公園内で路上生活をしていた男性が同じく路上生活者の男に果物ナイフで刺殺される事件が発生する。
- 2010年3月11日、平和公園の被爆桜が数本、引き抜かれているのが発見される。
- 2012年
  - 1月4日、原爆慰霊碑に金色のペンキのような物が掛けられているのが見つかる。3回目。
  - 5月9日、韓国人被爆者の追悼目的で平和公園内に植樹されていたチョウセンゴヨウ（マツ科）の木が、人為的に抜き取られていたことが明らかになった。
- 2015年1月27日、平和記念資料館の南側の花壇で、ハボタンが約65株に亘り抜き取られているのが見つかる。
- 2016年
  - 7月25日、平和公園内の樹木のうちの一本に、アルファベットの「M」の字が刻み込まれているのが見つかる。
  - 7月26日、公園内のポケモンGOのポケストップ及びジムの削除、並びにポケモンの出現停止をナイアンティック社に要請、後に全て削除された[21][22]。
- 2017年4月、公園内の韓国人犠牲者慰霊碑の北側に植樹された、同国の国花であるムクゲの木のうち、3本が損壊されていたことが明らかになった[23]。
- 2017年5月21日、広島弁護士会のウェブサイトが一時的に「5月22日に原爆ドームを爆破する」などの内容に改竄され、広島県警察が原爆ドーム周辺の警戒に当たる事態となった[24]。
- 2021年11月28日、原爆供養塔に設置されている献花用の石製の鉢がセメント様のもので細工され、花や水などが入れられなくなっているのが見つかる[25]。

## 交通
- 最寄り電停・駅は広島電鉄（路面電車）だと、原爆ドーム前電停（原爆ドーム最寄）・本通電停（原爆の子の像・レストハウス・国立広島原爆死没者追悼平和祈念館最寄）・袋町電停及び中電前電停（広島平和記念資料館最寄）。アストラムラインは本通駅。

### JR広島駅から
1. 広島駅電停から広島電鉄の路面電車2号線宮島口ゆき・6号線江波（えば）ゆきに乗り、原爆ドーム前停留場下車。この区間は、原爆の被害を受けた被爆電車が平和学習の貸切電車によく用いられる区間である[26]。
2. 広島駅電停から広島電鉄の路面電車1号線広島港ゆきに乗り、本通電停・袋町電停・中電前電停下車。
3. 広島駅バスターミナル3番乗り場から、広島バス24号吉島線の吉島営業所、吉島病院行き。または、6番乗り場から、広島バス25号草津線の平和記念公園経由井口・商工センター行きに乗車し、平和記念公園バス停で下車（25号線は、十日市経由もあり。十日市経由の場合は、原爆ドーム前下車）。
4. 広島駅新幹線口からJRバス中国の「めいぷる～ぷ」に乗車、原爆ドーム前または平和記念公園バス停下車。運賃200円

### JR横川駅から
1. 横川駅電停から広島電鉄路面電車7号線広電本社前ゆきに乗り、原爆ドーム前電停・本通電停・袋町電停・中電前電停下車。

### JR西広島駅から
1. 広電西広島（己斐）駅まで徒歩連絡。同駅から広島電鉄路面電車2号線広島駅ゆき、または3号線広島港ゆきに乗り、原爆ドーム前電停下車。3号線広島港ゆきに乗り、本通電停・袋町電停・中電前電停下車。
2. 広電西広島（己斐）駅前の己斐バス停から広島バス25号草津線平和記念公園経由広島駅行きバスに乗車し、平和記念公園で下車。十日市経由広島駅行きもあり、この場合は原爆ドーム前（広島市民球場前）下車。

### 広島港から
1. 広島港（宇品）電停から広島電鉄路面電車1号線広島駅ゆき・3号線西広島ゆきに乗り、中電前電停・袋町電停・本通電停下車。3号線西広島ゆきに乗り、原爆ドーム前電停下車。

### 高速バス・郊外バス
1. 広島バスセンターより相生通りを西へ原爆ドームまで徒歩5分。平和記念資料館までは徒歩10分。

### 自家用車で行く場合
1. 国道2号で、福山・東広島方面からは広島駅を、岩国・廿日市方面からは西広島駅を目指して進み、そこを基点に平和大通りを行くのが良い。
2. 山陽自動車道からは、広島ICより国道54号を南へ広島城あるいは基町クレドへ向け進む。

紙屋町付近は一方通行の細い道路も多い。公園周辺には広島センタービル駐車場やエディオンお客様駐車場など大きな駐車場がいくつかあるが土曜、日曜、祝日は混雑している。

### その他交通手段
1. 宮島から高速船で平和記念公園の最寄り停泊場になる元安桟橋まで直行可能（約45分）。